# Bunsen Peak

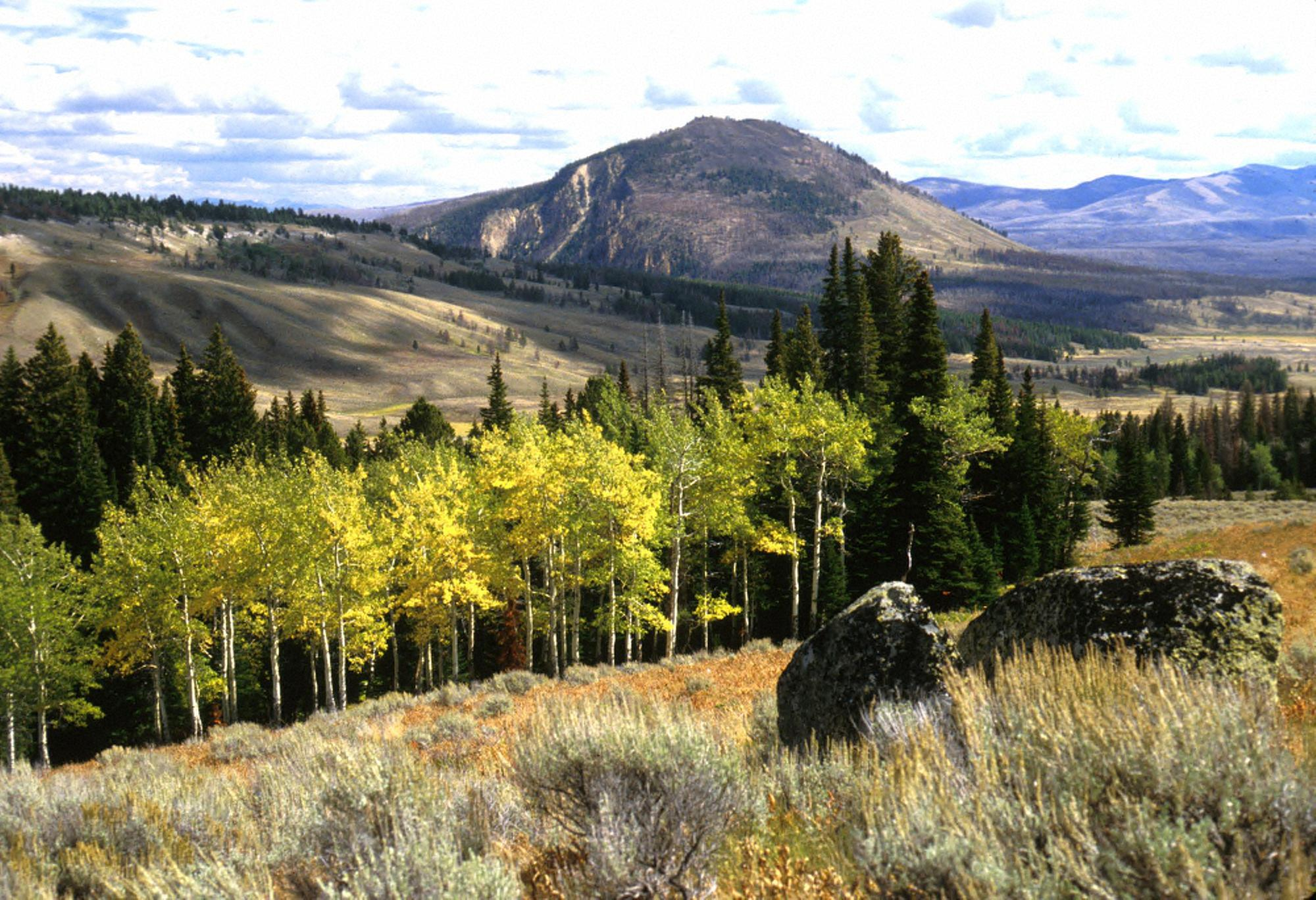
Bunsen Peak

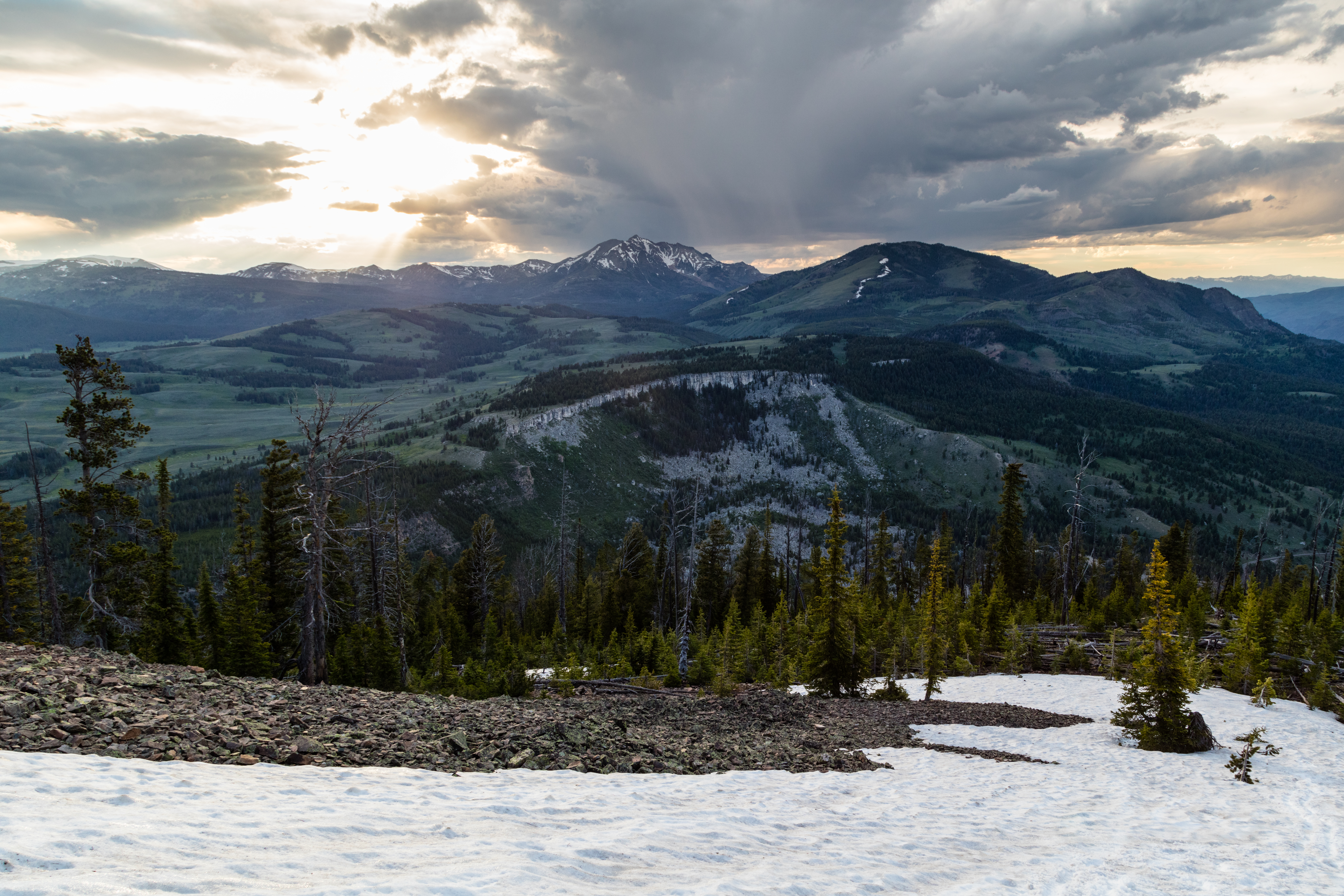
Ausblick vom Gipfel, hinten der Electric Peak

Der Bunsen Peak ist ein prominenter Berg im nordwestlichen Teil des Yellowstone-Nationalparks im US-Bundesstaat Wyoming. Sein Gipfel hat eine Höhe von 2610 m und ist Teil der Gallatin-Range in den Rocky Mountains. Trotz seiner vergleichsweise geringen Höhe erhebt er sich deutlich über seine Umgebung. Der Gipfel liegt südlich von Mammoth Hot Springs, an der Ostflanke des Kingman Pass an der Grand Loop Road. Der Gipfel wurde erstmals 1871 von Ferdinand V. Hayden und Captain John W. Barlow bestiegen, jedoch wurde der Bunsen Peak erst 1872 während der zweiten Hayden Geologic Survey benannt. E. S. Topping nannte den Gipfel Observation Mountain  im Jahre 1872, aber auch dieser Name blieb nicht bestehen. Letztendlich wurde der Bunsen Peak nach dem deutschen Chemiker Robert Bunsen benannt, dem Erfinder des Bunsenbrenners, der auch an der Theorie vulkanischer Geysire arbeitete. Der Gipfel kann über den 3,4 km langen Bunsen Peak Trail erreicht werden.